# Thomas Zander
Pour les articles homonymes, voir Zander.
Thomas Zander est un lutteur allemand spécialiste de la lutte gréco-romaine né le 25 août 1967 à Aalen.

## Biographie
Lors des Jeux olympiques d'été de 1996 se tenant à Atlanta, il remporte la médaille d'argent en combattant dans la catégorie des -82 kg. Lors des Championnats du monde, il remporte le titre en 1994, l'argent en 1999 et le bronze en 1995 et 1997.